# Ентоні Джошуа — Олександр Повєткін
Ентоні Джошуа — Олександр Повєткін (англ. Anthony Joshua vs. Alexander Povetkin Alexander Povetkin) — професійний боксерський 12-раундовий поєдинок у важкій вазі між двома олімпійськими чемпіонами з боксу в суперважкій ваговій категорії: Ентоні Джошуа, переможцем Олімпійських ігор 2012 року в Лондоні, та Олександром Повєткіним, переможцем Олімпійських ігор 2004 року. Бій проводився за титули чемпіона світу за версіями Світової боксерської асоціації (WBA Super), Міжнародної боксерської федерації (IBF), Міжнародної боксерської організації (IBO) та Світової боксерської організації (WBO), якими на момент поєдинку володів Ентоні Джошуа. Бій відбувся 22 вересня 2018 року на стадіоні «Вемблі» у Лондоні.
31 березня 2018 року на стадіоні «Міленіум» у Кардіффі Ентоні Джошуа одностайним рішенням суддів переміг Джозефа Паркера та об'єднав титули чемпіона світу за версіями WBA Super, IBF, WBO та IBO, а Олександр Повєткін нокаутом переміг Девіда Прайса. Після перемоги над Паркером Джошуа висловив бажання провести поєдинок проти чемпіона світу за версією WBC Деонтея Уайлдера, але переговори щодо цього поєдинку завершилися невдачею. Після цього його наступним суперником, обов'язковим претендентом на титул WBA Super, було призначено Олександра Повєткіна.
Поєдинок розпочався 22 вересня о 22:17 за лондонським часом. Він проходив зі змінним успіхом. У першій половині бою Джошуа був малоактивним в ударах, а більше рухався, натомість Повєткін працював силовими ударами. Наприкінці 1-го раунду Повєткін зумів потрясти Джошуа і розбити йому носа. У 4-му раунді в результаті атаки Джошуа у Повєткіна утворилося розсічення над лівим оком. У 7-му раунді Джошуа відправив Повєткіна у важкий нокдаун, той підвівся, але за кілька секунд Джошуа знову кинувся атакувати, через що рефері зупинив поєдинок. За кілька секунд до зупинки поєдинку Джошуа пробив серію дуже потужних ударів, від яких Повєткін впав вже після зупинки бою.
Перемога була присуджена Ентоні Джошуа з формулюванням TKO7 (технічний нокаут у 7-му раунді).

## Передісторія

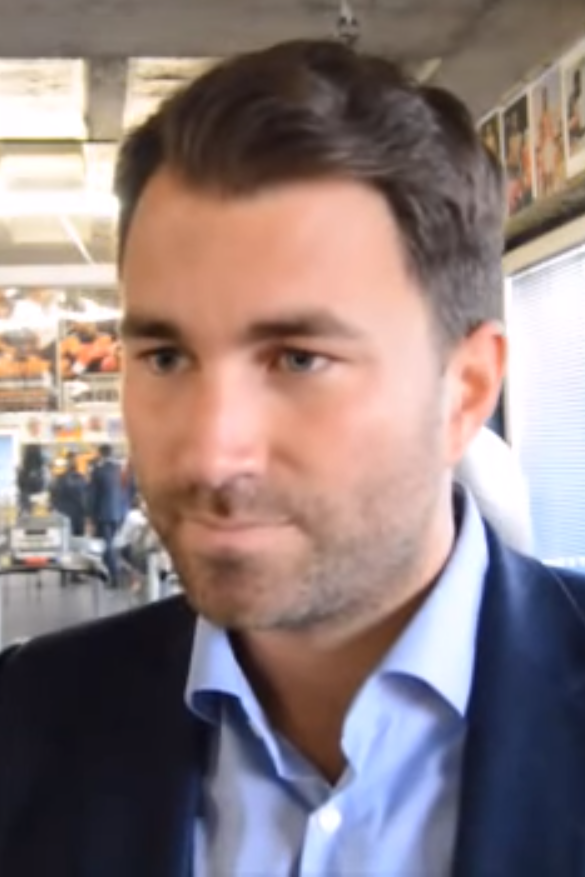
Едді Гірн — промоутер Ентоні Джошуа

31 березня 2018 року на стадіоні «Мілленіум» у Кардіффі (столиця Уельсу) відбувся боксерський вечір, під час якого пройшло 8 поєдинків (5 з них були титульними). Головним боєм вечора став поєдинок між непереможеними до того чемпіонами світу Ентоні Джошуа (20—0, 20 KO) та Джозефом Паркером (24—0, 18 KO) за титули чемпіона світу з боксу в суперважкій вазі за версіями WBA Super, IBF, IBO, володарем яких був Джошуа, і титул чемпіона світу за версією WBO, який належав Паркеру.
Поєдинок пройшов із перевагою Джошуа, але тривав усі відведені на нього 12 раундів, після яких Ентоні Джошуа переміг одноголосним рішенням суддів із рахунком 118:110, 118:110, 119:119.
У цьому ж андеркарті пройшов бій між російським боксером Олександром Повєткіним (33—1, 23 KO) та англійцем Девідом Прайсом (22—4, 18 KO) за титули інтерконтинентального чемпіона за версією WBA та міжнародного чемпіона за версією WBO, які належали Повєткіну. Поєдинок тривав п'ять раундів із 12 запланованих. У 3-му раунді суперники обмінялися нокдаунами, а в 5-му Повєткін нокаутував Прайса.

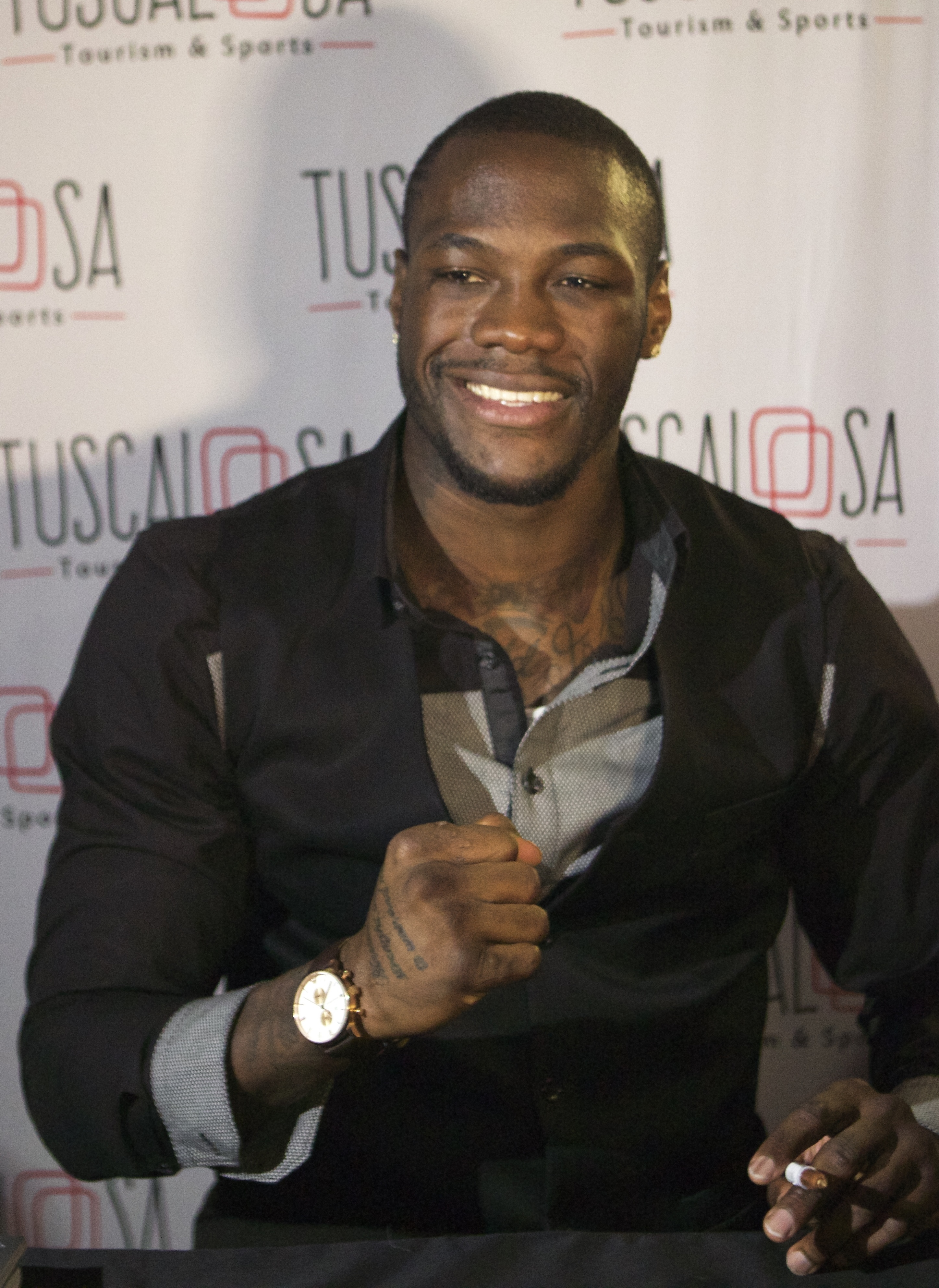
Деонтей Уайлдер — чемпіон світу в суперважкій вазі за версією WBC

Ще до цих боїв, 29 березня, Едді Гірн, промоутер Джошуа, заявив, що британець має провести поєдинок проти Олександра Повєткіна у 2018 році. 3 квітня промоутер російського боксера Андрій Рябінський повідомив, що між ним та Гірном існує домовленість, за якою бій пройде до кінця року. 6 квітня Рябінський написав на своїй сторінці у Твіттері, що Повєткін став офіційним претендентом на титул суперчемпіона світу за версією WBA, яким володів Джошуа, на переговори відведено 30 днів, а на організацію бою — 150. Своєю чергою, Джошуа заявив, що бажає провести поєдинок проти чемпіона світу за версією WBC Деонтея Уайлдера, але водночас він не хотів би втратити пояс суперчемпіона світу за версією WBA. Найкращим варіантом, на думку Джошуа, було б перенести бій із Повєткіним на кінець 2018 або на 2019 рік. 13 квітня британський боксер повідомив, що, найімовірніше, наступним його суперником буде або Повєткін, або американець Джаррелл Міллер (21—0—1, 18 KO).

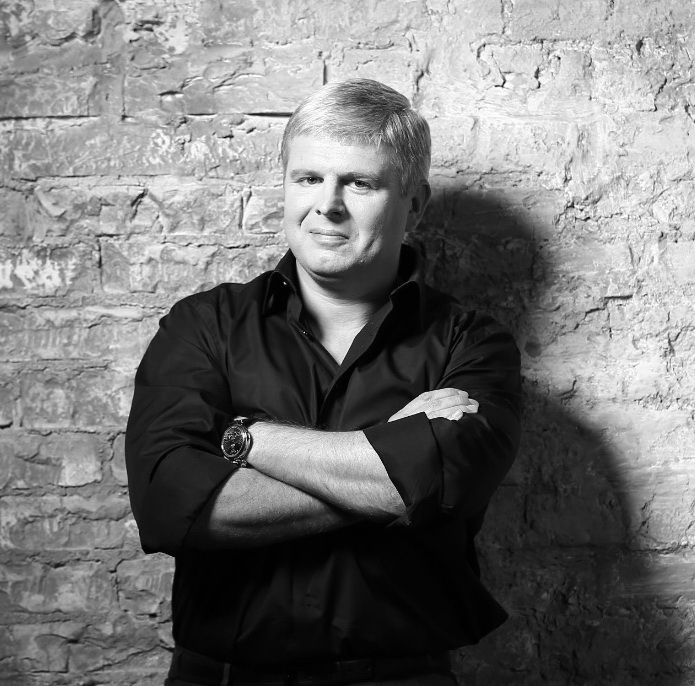
Андрій Рябінський — промоутер Олександра Повєткіна

15 травня 2018 року Рябінський написав у Твіттері, що бій Джошуа — Повєткін відбудеться незабаром у Лондоні. До кінця травня переговори між Джошуа та Уайлдером зайшли в глухий кут через те, що американець відмовлявся проводити поєдинок у Великій Британії. Найімовірнішим кандидатом на його заміну був Олександр Повєткін. Остаточно ситуація з майбутнім суперником Джошуа мала прояснитися протягом двох наступних тижнів.
26 червня Всесвітня боксерська асоціація (WBA) зобов'язала Ентоні Джошуа підписати контракт на бій з Олександром Повєткіним. Того ж дня Шеллі Фінкель (менеджер Деонтея Уайлдера) в інтерв'ю газеті World Boxing News оголосив, що отримав листа від Гірна, у якому повідомлялося, що наступний бій Джошуа пройде проти Повєткіна, а бій з Уайлдером може відбутися після нього у квітні 2019 року.
16 липня було затверджено дату й місце проведення поєдинку. Бій був призначений на 22 вересня 2018 року і повинен був пройти на стадіоні «Вемблі» в Лондоні. 18 липня у Нью-Йорку пройшла перша дуель поглядів між Повєткіним і Джошуа.
21 вересня 2018 року відбулося зважування перед поєдинком. Джошуа важив 111,8 кілограма, а Повєткін 100,7 кілограма.

### Підготовка до бою
29 липня 2018 року стало відомо, що колишній чемпіон світу за версіями WBA, IBF, WBO та IBO, а також за версією боксерського журналу «Ринг» Володимир Кличко (64—5, 54 KO), який у своєму останньому бою у квітні 2017 року програв технічним нокаутом Ентоні Джошуа, буде його спаринг-партнером під час підготовки до бою проти Олександра Повєткіна. Двома іншими спаринг-партнерами Ентоні Джошуа стали німецький боксер Агіт Кабаєл (18—0, 13 КО), який виступає у важкій вазі, і британець конголезького походження Мартін Баколе Ілунга (11—0, 8 КО), який також виступає у важкій вазі і на той момент володів титулом IBO Continental.

Ентоні Джожуа перед поєдинком із Повєткіним сказав:
Я повністю сконцентрувався на майбутній події. Мій план — провести дуже агресивний бій, який покаже всім мій стиль. Збираюся просто вийти в ринг і вирубати Повєткіна. Те саме я намагаюся зробити в бої з будь-яким іншим суперником. Може, я нав'яжу йому пекельну рубку, а може, ми будемо красиво боксувати. Я універсальний боєць і можу прийняти будь-який хід подій, який спробує нав'язати суперник, але моє завдання — вирубати Повєткіна.
За твердженням промоутера Джошуа Едді Гірна, англієць погано підготувався до поєдинку з Повєткіним: він отримав травми, а за тиждень до бою захворів на ГРВІ.
Спаринг-партнерами Повєткіна були боксери-професіонали: українці Владислав Сіренко (9—0, 8 KO) та Олександр Захожий (8—0, 6 KO), хорват Петар Мілаш(12—0, 9 KO), британець Даніель Дюбуа (8—0, 8 KO), польський боксер нігерійського походження Ізуагбе Угонох (18—1, 15 КО), а також український боксер-аматор Володимир Кацук. Крім того, пропозицію стати спаринг-партнером Повєткіна отримав британський боксер-професіонал, срібний призер Олімпіади 2016 року Джозеф Джойс (5—0, 5 KO), але він відмовився.

### Букмекерські ставки
На думку букмекерів, фаворитом у поєдинку був Ентоні Джошуа. У різних букмекерських конторах ставки з його перемогу приймалися з коефіцієнтом від 1,06 до 1,11. Ставки на Олександра Повєткіна приймалися з коефіцієнтом від 6,5 до 9,55. Коефіцієнт на нічию дорівнював 26. Ставка на перемогу Повєткіна нокаутом приймалася з коефіцієнтом 10, тоді як коефіцієнт на нокаут від Джошуа становив 1,36.

## Телевізійні трансляції поєдинку
| Канал                 | Країна          |
| --------------------- | --------------- |
| Sky Sports Box Office | Велика Британія |
| Інтер                 | Україна         |
| Матч! Боєць           | Росія           |
| Матч ТБ               | Росія           |

## Перебіг бою
На поєдинку були присутні 80 000 людей. Першим о 22 годині 7 хвилин (за лондонським часом, UTC+1) на ринг вийшов Олександр Повєткін, Джошуа пішов другим о 22 годині 10 хвилин. Поєдинок розпочався о 22 годині 17 хвилин.
У 1-му раунді Джошуа намагався працювати джебами (прямими ударами), а Повєткін зробив ставку на акцентовані удари та комбінації. За кілька секунд до кінця раунду «російський витязь» пробив комбінацію ударів, два з яких — лівий хук (бічний удар) і правий аперкот (удар знизу), — за словами коментатора Sport.ru, «хитнули» Джошуа.
У 2-му раунді Повєткін захопив ініціативу і почав виходити на середню та ближню дистанції, Джошуа ж практично не завдав ударів, а здебільшого відходив. Після однієї з атак російського боксера стало помітно, що він розбив ніс британцю.
У першій половині 3-го раунду Джошуа завдав серії силових ударів, але Повєткін зміг захиститися від них. Джошуа також почав активніше працювати прямими неакцентованими ударами. Повєткін вичікував і атакував. За ці дії деякі коментатори порівняли Повєткіна з американським боксером Майком Тайсоном (50—6, 44 KO).
У 4-му раунді у Повєткіна з'явилося розсічення над лівою бровою. Його темп ведення бою почав знижуватися: це вказувало на те, що російський боксер почав втомлюватись. Джошуа дедалі частіше пробивав джеби і «в'язався» у клінчах.
У 5-му раунді Повєткін продовжив працювати у ближньому бою, завдаючи акцентованих ударів, але не міг подолати захист Джошуа. Сам Джошуа працював прямими ударами і намагався не підпускати Повєткіна на ближню дистанцію.
До 6-го раунду росіянин помітно втомився і ще більше пригальмував, що дало британському боксерові змогу взяти бій під свій контроль: він почав пробивати на відході акцентовані джеби і активно працював у ближньому бою.

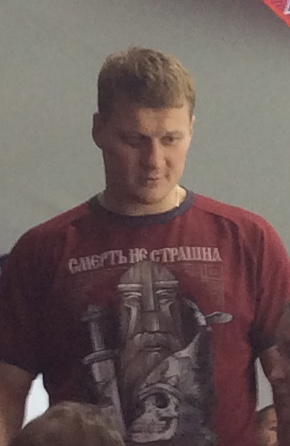
Олександр Повєткін на початку квітня 2018 року

За хвилину і 23 секунди до кінця 7-го раунду Джошуа пробив акцентований правий прямий у щелепу втомленого Повєткіна. Помітивши, що той «поплив», Джожуа пішов на добивання і відправив «російського витязя» в нокдаун. Повєткін зумів підвестися і після відліку рефері спробував продовжити бій. Але Джошуа знову пішов на добивання, і Олександр був уже не в змозі відповідати на його удари. Тренер Повєткіна Іван Кірпа дав відмашку рефері, що його підопічний не в змозі продовжувати бій. Стів Грей (рефері поєдинку) зупинив бій, але за кілька секунд до цього Джошуа пробив серію потужних ударів, які призвели до падіння Повєткіна вже після зупинки бою.
На момент зупинки бою рахунок на суддівських записках був: 59:55, 58:56 і 58:56, усі на користь Джошуа.

Після поєдинку Джошуа сказав:
Він не потряс мене в 1-му раунді. Він влучив двійкою, і я просто втратив баланс. Тобто я не втрачав свідомості, і мені не потрібна була хвилина на відновлення після цього. Так, це був хороший удар, він розбив мені ніс, але не більше того. Мені залишалося прийняти це і повернутися в бій. Повєткін міг зробити мені боляче. Він сильний, у нього серйозні удари — брехати не буду. До того ж він швидкий для цієї ваги. Якби він чисто влучив певними ударами, це могло б закінчитися для мене погано. Думаю, він склав би проблем дуже багатьом важковаговикам.

### Статистика ударів

#### Ударів всього
| Боксер             | Раунд                           | 1      | 2      | 3      | 4      | 5      | 6      | 7      | Усього     |
| ------------------ | ------------------------------- | ------ | ------ | ------ | ------ | ------ | ------ | ------ | ---------- |
| Ентоні Джошуа      | Влучань (з них у корпус)/всього | 8/34   | 15/43  | 9/41   | 15/29  | 9/35   | 21/47  | 13/27  | 90(29)/256 |
| Ентоні Джошуа      | Відсоток влучень                | 23,5 % | 34,9 % | 22 %   | 51,7 % | 25 %   | 44,7 % | 48,1 % | 35,2 %     |
|                    |                                 |        |        |        |        |        |        |        |            |
| Олександр Повєткін | Влучань (з них у корпус)/всього | 5/19   | 13/39  | 6/28   | 7/30   | 8/31   | 6/28   | 2/6    | 47(10)/181 |
| Олександр Повєткін | Відсоток влучень                | 26,3 % | 33,3 % | 21,4 % | 23,3 % | 25,8 % | 21,4 % | 33,3 % | 26 %       |

#### Джеби
| Боксер             | Раунд                            | 1    | 2      | 3    | 4      | 5      | 6      | 7      | Усього     |
| ------------------ | -------------------------------- | ---- | ------ | ---- | ------ | ------ | ------ | ------ | ---------- |
| Ентоні Джошуа      | Влучань (з них у корпус)/всього  | 4/21 | 12/33  | 5/25 | 9/19   | 9/26   | 12/31  | 2/10   | 53(27)/165 |
| Ентоні Джошуа      | Відсоток влучень                 | 19 % | 36,4 % | 20 % | 47,4 % | 36,4 % | 38,7 % | 20 %   | 32,1 %     |
|                    |                                  |      |        |      |        |        |        |        |            |
| Олександр Повєткін | Попадань (з них у корпус)/всього | 0/2  | 2/11   | 0/9  | 0/2    | 0/7    | 1/4    | 1/3    | 4(1)/38    |
| Олександр Повєткін | Відсоток влучень                 | 0 %  | 18,2 % | 0 %  | 0 %    | 0 %    | 25 %   | 33,3 % | 10,5 %     |

#### Силові удари
| Боксер             | Раунд                            | 1      | 2      | 3      | 4    | 5      | 6      | 7      | Усього    |
| ------------------ | -------------------------------- | ------ | ------ | ------ | ---- | ------ | ------ | ------ | --------- |
| Ентоні Джошуа      | Влучань (з них у корпус)/всього  | 4/13   | 3/10   | 4/16   | 6/10 | 0/9    | 9/16   | 11/17  | 37(2)/91  |
| Ентоні Джошуа      | Відсоток влучень                 | 30,8 % | 30 %   | 25 %   | 60 % | 0 %    | 56,3 % | 64,7 % | 40,7 %    |
|                    |                                  |        |        |        |      |        |        |        |           |
| Олександр Повєткін | Попадань (з них у корпус)/всього | 5/17   | 11/28  | 6/19   | 7/28 | 8/24   | 5/24   | 1/3    | 43(9)/143 |
| Олександр Повєткін | Відсоток влучень                 | 29,4 % | 39,3 % | 31,6 % | 25 % | 33,3 % | 20,8 % | 33,3 % | 30,1 %    |

### Суддівські записки
| Суддя                  | Боксери            | Рахунок |
| ---------------------- | ------------------ | ------- |
| США Карлос Сукре       | Ентоні Джошуа      | 59      |
| США Карлос Сукре       | Олександр Повєткін | 55      |
|                        |                    |         |
| Монако Жан Робер Лайн  | Ентоні Джошуа      | 58      |
| Монако Жан Робер Лайн  | Олександр Повєткін | 56      |
|                        |                    |         |
| Італія Маттео Монтелла | Ентоні Джошуа      | 58      |
| Італія Маттео Монтелла | Олександр Повєткін | 56      |

## Після бою
У післяматчевому інтерв'ю Ентоні Джошуа оголосив, що має намір провести наступний поєдинок із тим, кого оберуть фанати. Він влаштував опитування на своїй сторінці у Твіттері, у якому взяло участь 487 тисяч осіб. За результатами опитування чемпіон світу за версією WBC Деонтей Уайлдер (40—0, 39 KO) набрав 53 % голосів, колишній чемпіон за версіями WBA, IBF, WBO та IBO, а також за версією боксерського журналу «Ринг» Тайсон Ф'юрі (27—0, 19 KO) — 42 % голосів, а Ділліан Уайт (24—1, 17 KO) — 5 % голосів .
У середині жовтня Едді Гірн заявив, що перемовини щодо організації бою Джошуа — Уайлдер «зрушили з мертвої точки». Проте 1 грудня 2018 року в Лос-Анджелесі відбувся поєдинок між двома непереможеними боксерами, Тайсоном Ф'юрі та Деонтеєм Уайлдером, який завершився внічию. Після цього WBC санкціонував бій-реванш між Уайлдером і Ф'юрі, і ймовірний поєдинок Джошуа — Уайлдер довелося відкласти.
15 жовтня 2018 року Андрій Рябінський заявив, що Повєткін проведе ще від одного до трьох поєдинків на професійному рингу, після чого завершить кар'єру. Також він зазначив, що, найімовірніше, цього року росіянин більше не битиметься. Натомість сам Повєткін заявив, що не збирається завершувати кар'єру найближчим часом.
22 грудня 2018 року в Лондоні відбувся бій-реванш між британськими боксерами-важковаговиками Ділліаном Уайтом і Дереком Чісорою. Поєдинок проходив із незначною перевагою Чісори, але в 11-му раунді Уайт нокаутував його і відразу після цього викликав на бій Ентоні Джошуа. Джошуа прийняв виклик на бій, проте Уайт заявив, що гонорар, який йому запропонував Джошуа за цей поєдинок (5 000 000 фунтів стерлінгів), занадто малий, і відмовився від бою.
Після відмов Уайлдера, Ф'юрі та Уайта від бою проти Джошуа поєдинок, який мав відбутися 13 квітня 2019 року на стадіоні «Вемблі», було скасовано. Після цього найвірогіднішим суперником Джошуа став непереможений американець Джаррелл Міллер (23—0—1, 20 KO).
Бій Джошуа — Міллер мав відбутися 1 червня 2019 року у спортивному комплексі «Медісон-сквер-гарден» у Нью-Йорку, США; про це було офіційно оголошено у лютому 2019 року. Однак у середині квітня 2019 року стало відомо, що Джаррелл Міллер провалив кілька контрольних допінг-тестів поспіль, і йому було відмовлено у видачі боксерської ліцензії, через що він втратив можливість боротися за чемпіонські титули проти Джошуа.
Після інциденту з Міллером команда Джошуа знайшла йому заміну в особі іншого американця — Енді Руїса-молодшого (32—1), який у поєдинку з Джошуа 1 червня 2019 року здобув перемогу технічним нокаутом у 7-му раунді .